# Hansenomysis carinata
Hansenomysis carinata är en kräftdjursart som beskrevs av Casanova 1993. Hansenomysis carinata ingår i släktet Hansenomysis och familjen Petalophthalmidae. Inga underarter finns listade i Catalogue of Life.